# Dang
«Dang» — песня американского автора песен и продюсера Кэролайн Полачек, выпущенная в качестве сингла 17 октября 2023 года. Она была написана и спродюсирована Полачеком совместно с Дэнни Л Харлем и Сесиль Беливе.

## Предыстория и композиция
Песня «Dang» была написана и спродюсирована Полачек в сотрудничестве с Дэнни Л Харлем и Сесиль Беливе. Сингл был записан во время студийных сессий для второго альбома Полачек под её собственным именем Desire, I Want to Turn Into You, который вышел в феврале 2023 года. В треке использован звук из вирусного видеоролика 2020 года, в котором Полачек кричит на гусей. Обложка сингла также отсылает к этому видео: правая рука Полачек нарисована в виде гуся.

## Релиз
Хотя утечка версии «Dang» циркулировала в Интернете в течение нескольких месяцев, официальный дебют трека состоялся 17 октября 2023 года во время живого выступления на шоу «Позднее шоу со Стивеном Кольбером». При исполнении сингла Полачек использовала слайд-шоу и фон в виде меловой доски. Ограниченная партия футболок со слайдами из выступления поступила в продажу на сайте Полачека, а 100 % прибыли было передано в фонд UNRWA для помощи палестинским беженцам.

## Критическое восприятие
Пейтон Тупс из Pitchfork охарактеризовал «Dang» как «завораживающую… мешанину из бессмысленных образов и неожиданных элементов» и отметил, что сингл обозначил новое стилистическое направление для Полачек. Аналогично отметив «более жесткое гиперпоп-звучание» сингла, Алекс Хадсон из Exclaim! включил «Dang» в число лучших композиций издания.